# Gyűjtő küllő
A gyűjtő küllő (Melanerpes formicivorus) a madarak (Aves) osztályának harkályalakúak (Piciformes) rendjébe, ezen belül a harkályfélék (Picidae) családjába tartozó faj.

## Előfordulása
Az Amerikai Egyesült Államok nyugati részén, Mexikó, Belize, Costa Rica, Salvador, Guatemala, Honduras, Nicaragua, Panama és Kolumbia területén honos. Kóborlásai során eljut Kanadába is.

## Alfajai
- Melanerpes formicivorus albeolus
- Melanerpes formicivorus angustifrons
- Melanerpes formicivorus bairdi
- Melanerpes formicivorus flavigula
- Melanerpes formicivorus formicivorus
- Melanerpes formicivorus lineatus
- Melanerpes formicivorus phasma
- Melanerpes formicivorus striatipectus

## Megjelenése
Testhossza 23 centiméter. A feje teteje vörös, torka és a hasa fehér, csíkos a melle, háta és  fekete a farka.

## Életmódja
Nyáron hangyákkal és rovarokkal, télen makkokkal és bogyókkal táplálkozik. Odúkba, lyukakba nagy tartalékot gyűjt.
|  |  |

## Szaporodása
Fák törzsébe vájt üregbe rakja tojásait.
|  |